# Besante

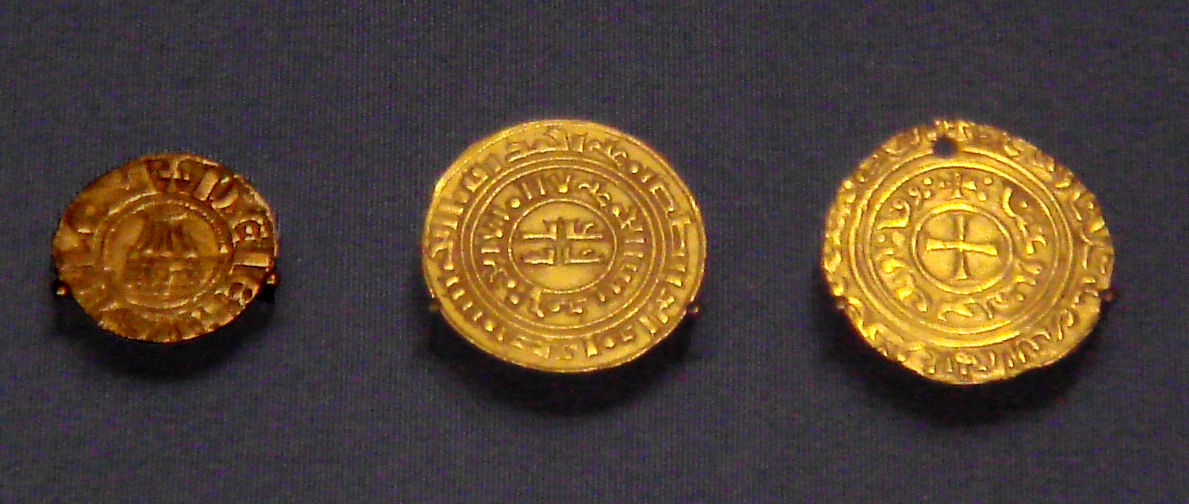
Monedas cruzadas del Reino de Jerusalén: Denier en estilo europeo con el Santo Sepulcro (1162-75); Bezante oro cúfico (1140-1180); Bezante de oro con símbolo cristiano (1250s) (Museo Británico). Las primeras monedas de oro hechas en los reinos cruzados llevaban escritura cúfica, pero después de 1250 se agregaron símbolos cristianos por petición del papa.

En la Edad Media, el término bezante o besante (del antiguo francés besant, del latín bizantius aureus) se usó en Europa occidental para describir varias monedas de oro del este, todas derivadas en última instancia del solidus romano. La palabra proviene del griego Βυζάντιον (Byzántion), antiguo nombre de Constantinopla, la capital del Imperio bizantino
Los "bezantes" originales fueron las monedas de oro producidas por el gobierno del Imperio Bizantino, primero el nomisma y desde el siglo XI el hiperpirón. Posteriormente se refiere a los dinares de oro producidos por los gobiernos islámicos. A su vez, las monedas de oro acuñadas en el Reino de Jerusalén y el Condado de Trípoli se denominaron "bezantes sarracenos", ya que se modelaron según el dinar de oro. Se llamaba “bezante blanco” a la moneda acuñada con electro en el Reino de Chipre basada en la tráquea bizantina.
El término "bezante" en referencia a las monedas es común en las fuentes desde los siglos X al XIII. A partir de entonces, se emplea principalmente como unidad de cuenta y en contextos literarios y heráldicos.:3

## Historia medieval

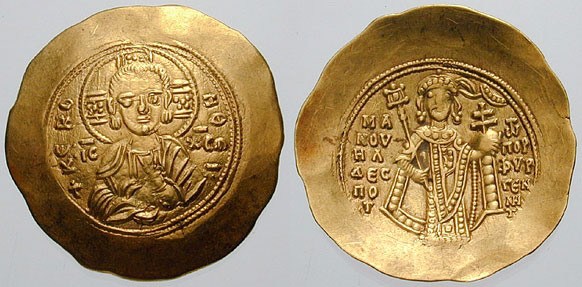
Monedas de oro

Las monedas de oro rara vez se acuñaban en la Europa occidental de la Edad Media, hasta el siglo XIII, usaban preferentemente plata y bronce. Las monedas de oro fueron producidas casi continuamente por los bizantinos y los árabes medievales. Estos circulaban en el comercio de Europa occidental en números pequeños. En Europa occidental, las monedas de oro bizantinas eran muy apreciadas. Estas monedas de oro eran comúnmente llamadas bezantes. Los primeros "bezantes" fueron las monedas bizantinas solidi. Más tarde, el nombre se aplicó a la hiperpyra, que reemplazó a los solidi a fines del siglo XI. Mientras el nombre de hiperpyron era utilizado por los griegos medievales tardíos, el nombre de bezante fue usado por los comerciantes latinos medievales tardíos para la misma moneda. Los italianos también se referían a ella como perpero o pipero (Derivado de hiperpirón).
Desde el siglo XII en adelante, el término bezante también se refería a las monedas de dinar de oro acuñadas por los gobiernos islámicos. Las monedas islámicas se modelaron a partir del solidus bizantino durante los primeros años posteriores al inicio del Islam. El término bezante se usó a finales de la era medieval por la República de Venecia para referirse al dinar egipcio de oro. Marco Polo usó el término "bezante" en el relato de sus viajes a Asia Oriental cuando describió las monedas del dinastía Yuan alrededor del año 1300. Un manual de un comerciante italiano de fecha 1340, Pratica della mercatura por Pegolotti, usó el término Bisant para monedas del norte de África (incluyendo Túnez y Trípoli), Chipre, Armenia y Tabriz (en el noroeste de Irán hoy), mientras que usó el término perpero / pipero para el bezante bizantino.
Aunque por lo general el "bezante" medieval era una moneda de oro, los textos latinos medievales también se refieren a monedas de plata. Los bezantes de plata a menudo se llamaban "bezantes blancos". Ocasionalmente en latín se les llamaba "bezantes de miliaresión" / "bezantes miliarenses". Al igual que los bezantes de oro, los bezantes de plata se referían a las acuñadas por el gobierno bizantino o de un gobierno árabe, y no por un gobierno latino, y el uso del término se limitaba al Occidente latino.

## Bezantes en heráldica
En heráldica, un roel de un color dorado se conoce como un bezante en referencia a la moneda. Al igual que muchas figuras heráldicas, el bezante se originó durante la era de las cruzadas, cuando los caballeros de Europa occidental entraron en contacto con las monedas de oro bizantinas. Durante la Cuarta Cruzada, la ciudad de Constantinopla fue saqueada por las fuerzas occidentales. Luego de este saqueo muchos de los caballeros, sin duda, habían obtenido un generoso botín. Este evento tuvo lugar en los albores de la adopción generalizada de escudos de armas por parte de los caballeros, por lo que puede haber sido un símbolo obvio para que muchos de los cruzados regresados los usaran en sus nuevas armas. Cuando las el escudo de armas estaba llena de bezantes, se utiliza el término bezantée o bezanty.